# Pneumokokkenimpfstoff
Ein Pneumokokkenimpfstoff oder Pneumococcusimpfstoff ist ein Impfstoff gegen Streptococcus pneumoniae (Pneumokokken). Er wird zur Pneumokokkenimpfung verwendet.

## Eigenschaften
Die verfügbaren Pneumokokkenimpfstoffe lassen sich  in Untereinheitenimpfstoffe und Konjugatimpfstoffe einteilen.

### Untereinheitenimpfstoffe
Als Untereinheitenimpfstoffe werden Pneumokokkenpolysaccharid-Impfstoffe (PPSV für pneumococcal polysaccharide vaccine, J07AL01) eingesetzt. Ein PPSV ist im Arzneibuch beschrieben als eine Mischung aus gleichen Teilen polysaccharidischer Kapselantigene geeigneter Stämme von Streptococcus pneumoniae. Der zugelassene PPSV-Impfstoff richtet sich dabei gegen 23 immunchemisch unterschiedliche Polysaccharide der (zum Zeitpunkt der Einführung wichtigsten) Serotypen 1, 2, 3, 4, 5, 6B, 7F, 8, 9N, 9V, 10A, 11A, 12F, 14, 15B, 17A oder 17F, 18C, 19A, 19F, 20, 22F, 23F und 33F. Diese 23 Serotypen machen etwa 90 Prozent der Serotypen aus, die für invasive Pneumokokkeninfektionen in allen Altersgruppen sowohl in Industrie- als auch in Entwicklungsländern verantwortlich sind. Durch Kreuzimmunität des im Impfstoff enthaltenen Serotypen 6B wird vermutlich auch teilweise ein Schutz gegen Serotyp 6A entfaltet. Ein kommerzielles solches PPSV23-Präparat ist Pneumovax 23 (MSD).
Bakterielle Polysaccharide sind bei Kindern unter zwei Jahren in der Regel wenig immunogen. Es kommt bei ihnen zu einer T-Zell-unabhängigen, nur kurzfristigen B-Zell-Immunantwort mit Bildung von IgM. Eine T-Zell-abhängige Immunantwort, wie sie für eine immunologische Gedächtnisreaktion erforderlich ist, tritt kaum auf. In PPSV23 ist kein Adjuvans enthalten.

### Konjugatimpfstoffe
Konjugatimpfstoffe (PCV für pneumococcal conjugate vaccine, J07AL02, J07AL52) bestehen aus gereinigten Polysacchariden aus der bakteriellen Zellwand von mehreren Impfstämmen, die individuell an ein Trägerprotein konjugiert sind. Bei multivalenten Vakzinen können unterschiedliche Trägerproteine zum Einsatz kommen. Der Impfstoff kann an ein geeignetes Adjuvans adsorbiert vorliegen. Durch die Konjugation von Polysacchariden mit Trägerproteinen wird die Immunogenität stark erhöht und die Impfstoffe entfalten eine Schutzwirkung auch bei kleinen Kindern.
Die zugelassenen Konjugatimpfstoffe enthalten die konjugierten Kapselantigene jeweils unterschiedlich vieler Serotypen, die einzeln aus dem entsprechenden Impfstamm gewonnen werden. Sie unterscheiden sich teilweise auch in der Art der Trägerproteine.
- Synflorix enthält Polysaccharide von zehn Impfstämmen (PCV10: 1, 4, 5, 6B, 7F, 9V, 14, 18C, 19F und 23F).[9] Sie sind mit einem Tetanustoxoid (beim Serotyp 18C), mit einem Diphtherietoxoid (beim Serotyp 19F) oder einem Protein D nicht typisierbarer Haemophilus influenzae-Bakterien (Serotypen 1, 4, 5, 6B, 7F, 9V, 14 und 23F) als Trägerproteine konjugiert.[10][9]
- In Indien ist seit 2020 die 10-valente Variante Pneumosil (Serum Institute of India) zugelassen, sie wurde 2019 von der WHO präqualifiziert und kann damit auch in Ländern mit niedrigem und mittlerem Einkommen vertrieben werden.[11][12] Er richtet sich gegen die Serotypen 1, 5, 6A, 6B, 7F, 9V, 14, 19A, 19F und 23F.
- Prevenar kam 2001 zunächst als siebenvalente Variante (PCV7: Impfstämme 4, 6B, 9V, 14, 18C, 19F und 23F) zur Impfung von Kindern auf den Markt. Ihm fehlten allerdings vier der häufigsten Serotypen.[6] 2017 wurde die Zulassung aufgegeben und das Präparat[13] abgelöst durch eine seit 2009 zugelassene 13-valente Variante Prevenar 13 (PCV13) für Kinder und Erwachsene.[3] Die Zulassung wurde mittlerweile auch auf ältere Altersgruppen ohne obere Grenze erweitert. Gegenüber PCV7 richtet sich PCV13 zusätzlich gegen die Serotypen 1, 3, 5, 6A, 7F und 19A. Für die Impfung von Erwachsenen gab es 2021 eine Erweiterung der Zusammensetzung um die Polysaccharidkonjugate sieben weiterer Serotypen (PCV20) der Stämme 8, 10A, 11A, 12F, 15B, 22F und 33F, die invasive Pneumokokken-Erkrankungen verursachen und mit hohen Sterblichkeitsraten, Antibiotikaresistenz und/oder Meningitis in Verbindung gebracht werden.[14][15] Seit 2024 kann PCV20 (Prevenar 20) auch bei Kindern ab 6 Wochen eingesetzt werden.[16]
- Weuphoria ist ein in China lizenzierter PCV13-Impfstoff (Walvax Biotechnology), er deckt dieselben Seroytypen ab wie Prevenar 13.[17]
- Der 2021 zugelassene 15-valente Konjugatimpfstoff Vaxneuvance (PCV15) zur Impfung von Erwachsenen (ab 2022 auch bei Kindern von mindestens 6 Wochen)[18] enthält gegenüber PCV13 zusätzlich Pneumokokkenpolysaccharide der Serotypen 22F und 33F.[19]
- Im Juni 2024 haben die FDA und im März 2025 die EU-Kommission einen 21-valenten Konjugatimpfstoff (Capvaxive) in den USA und im EWR zugelassen.[20][21] Er richtet sich gegen die Serotypen 3, 6A, 7F, 8, 9N, 10A, 11A, 12F, 15A, 15C, 16F, 17F, 19A, 20A, 22F, 23A, 23B, 24F, 31, 33F und 35B.

Bei den Konjugatimpfstoffen von Pfizer (PCV7, 13 und 20) und MSD (PCV15 und 21) werden die Kapselantigene jeweils durch reduktive Aminierung mit der ungiftigen Variante des Diphtherietoxins CRM197 aus Corynebacterium diphtheriae zu Glycokonjugaten gekoppelt. Durch eine Punktmutation an Position 52 im aktiven Zentrum der katalytischen Domäne wird das Diphtherietoxin enzymatisch inaktiv, behält aber seine anderen strukturellen Merkmale. Die Kapselantigene des PCV13-Impfstoffes Weuphoria sind am Tetanustoxid konjugiert.
In allen Fällen ist das Konjugat an das Adjuvans Aluminiumphosphat adsorbiert.
| Konjugatimpfstoff   | Zulassung                                                  | Altersgruppe | Firma                    | Serotypen | Serotypen | Serotypen | Serotypen | Serotypen | Serotypen | Serotypen | Serotypen | Serotypen | Serotypen | Serotypen | Serotypen | Serotypen | Serotypen | Serotypen | Serotypen | Serotypen | Serotypen | Serotypen | Serotypen | Serotypen | Serotypen | Serotypen | Serotypen | Serotypen | Serotypen | Serotypen | Serotypen | Serotypen | Serotypen | Serotypen |
| ------------------- | ---------------------------------------------------------- | ------------ | ------------------------ | --------- | --------- | --------- | --------- | --------- | --------- | --------- | --------- | --------- | --------- | --------- | --------- | --------- | --------- | --------- | --------- | --------- | --------- | --------- | --------- | --------- | --------- | --------- | --------- | --------- | --------- | --------- | --------- | --------- | --------- | --------- |
| Konjugatimpfstoff   | Zulassung                                                  | Altersgruppe | Firma                    | 1         | 3         | 4         | 5         | 6A        | 6B        | 7F        | 8         | 9N        | 9V        | 10A       | 11A       | 12F       | 14        | 15A       | 15B       | 15C       | 16F       | 17F       | 18C       | 19A       | 19F       | 20A       | 22F       | 23A       | 23B       | 23F       | 24F       | 31        | 33F       | 35B       |
| PCV7 (Prevenar)     | EU 2001–2017                                               | 2 Mo.–5 J.   | Pfizer                   |           |           | ×         |           |           | ×         |           |           |           | ×         |           |           |           | ×         |           |           |           |           |           | ×         |           | ×         |           |           |           |           | ×         |           |           |           |           |
| PCV10 (Synflorix)   | EU 2009                                                    | 6 Wo.–5 J.   | GSK                      | ×         |           | ×         | ×         |           | ×         | ×         |           |           | ×         |           |           |           | ×         |           |           |           |           |           | ×         |           | ×         |           |           |           |           | ×         |           |           |           |           |
| PCV10 (Pneumosil)   | Indien, Länder mit niedrigem und mittlerem Einkommen, 2020 | 6 Wo.–2 J.   | Serum Institute of India | ×         |           |           | ×         | ×         | ×         | ×         |           |           | ×         |           |           |           | ×         |           |           |           |           |           |           | ×         | ×         |           |           |           |           | ×         |           |           |           |           |
| PCV13 (Prevenar 13) | EU 2009, USA 2010                                          | ≥ 6 Wo.      | Pfizer                   | ×         | ×         | ×         | ×         | ×         | ×         | ×         |           |           | ×         |           |           |           | ×         |           |           |           |           |           | ×         | ×         | ×         |           |           |           |           | ×         |           |           |           |           |
| PCV15 (Vaxneuvance) | EU, USA, 2021                                              | ≥ 6 Wo.      | MSD                      | ×         | ×         | ×         | ×         | ×         | ×         | ×         |           |           | ×         |           |           |           | ×         |           |           |           |           |           | ×         | ×         | ×         |           | ×         |           |           | ×         |           |           | ×         |           |
| PCV20 (Prevenar 20) | USA 2021, EU 2022                                          | ≥ 6 Wo.      | Pfizer                   | ×         | ×         | ×         | ×         | ×         | ×         | ×         | ×         |           | ×         | ×         | ×         | ×         | ×         |           | ×         |           |           |           | ×         | ×         | ×         |           | ×         |           |           | ×         |           |           | ×         |           |
| PCV21 (Capvaxive)   | USA 2024, EU 2025                                          | ≥ 18 Jahre   | MSD                      |           | ×         |           |           | ×         |           | ×         | ×         | ×         |           | ×         | ×         | ×         |           | ×         |           | ×         | ×         | ×         |           | ×         |           | ×         | ×         | ×         | ×         |           | ×         | ×         | ×         | ×         |

1. 1 2 3  
bis 17 Jahre inklusive Prävention von Otitis media.
2. ↑  
USA: bei Kindern im Alter von 6 Wo. bis 5 Jahren liegen für die Serotypen 1, 3, 5, 6A, 7F und 19A keine Daten zur Wirksamkeit bei Otitis media vor.
3. ↑  
Präparatename in der EU bis 2024: Apexxnar.

## Verträglichkeit
Konjugatvakzine sind für Säuglinge und Kleinkinder gut verträglich. Die möglicherweise auftretenden unerwünschten Wirkungen sind mit denen typischer anderer Impfungen vergleichbar. In Kombination von hexavalenten Kombinationsimpfstoffen (DTPa-HB-IPV/Hib) hat man eine erhöhte Rate an Fieber (über 39 °C) beobachtet.
Der Impfstoff ist kontraindiziert bei akuten Erkrankungen und bei bekannten allergischen Reaktionen auf Bestandteile des Impfstoffs.

## Geschichte
Erste Versuche zur Entwicklung eines Impfstoffes gehen auf Anfang des 20. Jahrhunderts zurück. 1909 wurde – ähnlich wie bei anderen ersten Impfstoffen gegen bakterielle Erkrankungen – ein Ganzkeim-Impfstoff (Pneumo-Bacterin) in den USA vermarktet. Als erste klinische Prüfungen zählen die von Sir Almroth Wright: er hatte von 1911 bis 1912 einen hitzeinaktivierten Ganzkeim-Impfstoff an tausenden Minenarbeitern in Südafrika getestet. Alphonse Dochez und Oswald Avery isolierten 1916/1917 die Polysaccharidkapsel, was sie als „soluble specific substances of pneumococcus (SSS)“ bezeichneten. Durch weitere Untersuchungen durch Avery und Michael Heidelberger von Pneumokokken konnte die Polysaccharidkapsel besser charakterisiert werden. Ferner hatten 1931 Avery und René Dubos die tragende Rolle der Polysaccharidkapsel als Virulenzfaktor erkannt. Dies mündete in die Entwicklung von Impfstoffen auf Basis von Polysacchariden, bei denen Kapselantigene verwendet wurden. So bestand der erste Untereinheitenimpfstoff aus vier Kapselantigenen. Dieser quadrivalente Impfstoff wurde an Militärrekruten getestet, die Ergebnisse wurden 1945 von Colin MacLeod und Mitarbeitern publiziert. Der Pharmakonzern E. R. Squibb begann kurz darauf mit der Vermarktung, jedoch wurde der Impfstoff aufgrund der gleichzeitigen Einführung von Penicillin nicht oft verwendet und 1951 schließlich fallengelassen.
Ab den 1970er Jahren wurde ein Impfstoff mit Kapselantigenen von 14 Impfstämmen (PPSV14, 50 µg Kapselpolysaccharid pro Serotyp) durch Robert Austrian entwickelt und 1977 durch MSD vermarktet. Die Variante mit 23 Impfstämmen (PPSV23, 25 µg Kapselpolysaccharid pro Serotyp) wurde 1983 eingeführt und löste PPSV14 ab.
Ab 2000 wurden die Konjugatimpfstoffe zugelassen: zunächst im Jahr 2001 Prevenar bzw. 2009 dessen Nachfolger Prevenar 13 (Pfizer), der Prevenar ab 2017 vollständig ersetzte; zusätzlich im Jahr 2009 Synflorix (GSK). Während der COVID-19-Pandemie in Deutschland gab es Lieferengpässe für verschiedene Pneumokokkenimpfstoffe. Es wurde zum Teil Pneumovax aus Japan importiert.
Eine niederländische Forschergruppe stellte fest, dass die damals verfügbare 7-valente Konjugatimpfung PCV7 (Prevnar) in den USA und den Niederlanden zu einer Ausbreitung des Pneumokokken Serotyps 19A geführt hatte. Der Serotyp 19A war vom 7-valenten Konjugatimpfstoff nicht abgedeckt, erst der 13-valente Konjugatimpfstoff Prevnar 13 beinhaltet auch konjugierte Antigene des Pneumokokken Serotyps 19A.

## Handelsnamen
Apexxnar,  Pneumovax 23, Prevenar/Prevnar 13, Prevnar 20,  Synflorix, Vaxneuvance